# Перот Инфериоре-Супериоре (Кунео)
Перот Инфериоре-Супериоре је насеље у Италији у округу Кунео, региону Пијемонт.
Према процени из 2011. у насељу је живело 4 становника. Насеље се налази на надморској висини од 924 м.